# Kirchberg ob der Donau
Kirchberg ob der Donau è un comune austriaco di 1 048 abitanti nel distretto di Rohrbach, in Alta Austria.